# Xie Lingyun

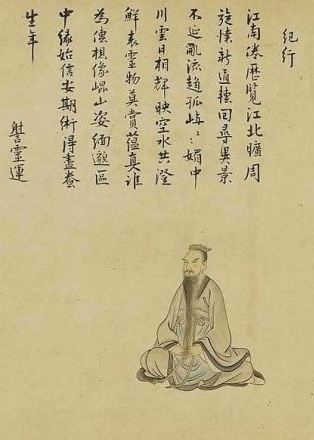
Xie Lingyun, gemalt von Kanō Tsunenobu im 18. Jahrhundert

Xie Lingyun (chinesisch 謝靈運, W.-G. Hsieh Ling-yün; * 385 im Kreis Taikang; † 433 in Guangzhou), auch bekannt als Herzog von Kangle (康樂公), war einer der bedeutendsten chinesischen Dichter der Südlichen und Nördlichen Dynastien und ein berühmter Praktizierender der Sechs-Dynastien-Poesie.

## Herkunft und Werk
Xie Lingyun war ein Nachkomme von zwei der wichtigsten Familien der späteren östlichen Jin-Zeit, der Xie- und der Wang-Familie. Sein Großvater väterlicherseits war Xie Xuan, ein General, der am besten dafür bekannt ist, dass er die ehemalige Qin-Armee in der Schlacht am Feishui abwehren und so den ehemaligen Qin-Kaiser Fu Jian (苻堅 / 苻坚,  Fú Jiān) (Näheres siehe unter Frühere Qin) daran hindern konnte, Jin zu zerstören, wodurch er die Fortsetzung der Königreiche der südlichen Dynastie ermöglichte. Seine Großmutter mütterlicherseits war Wang Mengjiang, die einzige Tochter des Kalligraphen, Schriftstellers und Politikers Wang Xizhi.
Xie Lingyun gilt als bedeutender Naturdichter. Die Shan-Shui-Dichtung (山水詩 / 山水诗) erscheint zuerst bei Xie Lingyun. Xie Lingyuns Dichtung erscheint als philosophisches Naturkonzept, das stark buddhistische, daoistische und konfuzianische Einflüsse aufweist, so dass seine Naturbeschreibungen kein naives Gefühl zeigen.